# ENAMI
L'ENAMI (Empresa Nacional Minera),  est une société minière publique chilienne (à ne pas confondre avec ENAMI EP, son homologue équatorienne dont le siège est basée à Quito), ni avec la Sonami (créée au Chili en 1883). 
En 2020, l'ENAMI parfois dite National Mining Company possède 5 usines d'enrichissement et une fonderie de métaux, ainsi que des bureaux miniers et commerciaux faisant vivre plus de 1 300 collaborateurs ciblant plutôt l'exploitation minière de petite ou moyenne taille.

## Histoire
Selon son autoprésentation, l'histoire de l'ENAMI pourrait commencer avec elle de la Société nationale des mines (Sonami) crée en 1883 en tant que lobby minier au Chili. 
En 1927 elle suggère la création d'un « Fonds de crédit minier » (Caja de Crédito Minero) une sorte de banque minière pouvant financer des usines de traitement de minerais pauvres en métaux, acheter et vendre des minéraux pour que l'industrie chilienne minière ne soit pas lésée par des intermédiaires.
Le 15 juillet 1929 la Caja de Crédito Minero inaugure sa première usine (Usine Osvaldo Martínez (du nom du premier directeur de la Caja), construite à El Salado, et encore active en 2020.
En 1930 le Chili fait, comme tous les pays miniers, face aux conséquences minières de la crise de 29. Cette crise est source de coûts de production élevés, alors que les prix de vente chutent fortement, conduisant notamment à l'effondrement des grands producteurs de cuivre dont le prix a alors atteint son plus bas cours à ce jour (6 cUS $/lb). En 1932, le gouvernement chilien fait voter un projet de relance du secteur minier.
En 1952, le 26 janvier, le président Gabriel González Videla inaugure la nouvelle et première Fonderie d'État, à Paipote. Elle est baptisée  Hernán Videla Lira en 1983 pour honorer son promoteur.
En 1955, une entreprise nationale (Empresa Nacional de Fundiciones ou ENAF) remplace la Sociedad Fundición Nacional de Paipote Ltda pour augmenter les capacités de fusion de minerais concentrés et précipités, évitant leur exportation (moins bénéfique pour l'économie chilienne).
En 1960, le 5 avril, la Caja de Crédito y Fomento Minero (Cacremi) fusionne avec l'Empresa Nacional de Fundiciones (ENAF) pour donner naissance à l'Empresa Nacional de Minería (ENAMI), afin d'aussi mieux aider les petits et moyens producteurs miniers.
En 1964 on inaugure la première tranche de la Fonderie et raffinerie de Ventanas (dont la construction a commencé vers 1950) ; mise en route fin juillet 1964, puis la seconde tranche est inaugurée en 1966 par Eduardo Frei Montalva, alors président du Chili. Elle est située dans la vallée de Puchuncaví proche d'importantes ressources en eau, de diverses mines et de ports d'exportation. A la même époque l'ENAMI inaugure en 1965 l'Usine Manuel Antonio Matta (la plus grande usine d'enrichissement de l'ENAMI, près la fonderie HVL de Paipote (Manuel Antonio Matta était un industriel minier renommé dans cette partie du pays),puis en juillet 1966 c'et l'Usine de Taltal qui est inaugurée (portant le nom de l'industriel minier ayant fondé les villes de Taltal et de Paposo).
En 1973 (5 juin), la nouvelle usine de Vallenar entre en fonction à Vallenar, alors propriété de la Société Régionale des Mines de Vallenar (composée de l'ENAMI, du CAP et d'un groupement de producteurs miniers). En 1984, elle sera rachetée par la Compagnie minière nationale.
En 2005, le complexe minier associant une fonderie et une raffinerie à Ventanas est vendu (entente entre l'ENAMI et Codelco) via la loi n°19993, pour assainir la dette de l'ENAMI contractée à la suite d'investissements de mise aux normes environnementales imposés depuis 1994. En 2009, la présidente Michelle Bachelet inaugure près d'Ovalle un complexe minier industriel associé à une mine souterraine (appartenant à l'ENAMI, mais exploité par un tiers) ; l'Usine Delta remplace Planta Ovalle ex Panulcillo.

En 2015, le gouvernement vote un Plan stratégique de 3 ans (2015-2018) visant à moderniser l'ENAMI en y introduisant des notions de durabilité et de soutien à l'innovation. Et en 2018, une politique d'égalité des sexes est décidée par le conseil d'administration, de même que sur la  conciliation travail-vie personnelle et familiale.

En 2019, le président Sebastián Piñera inaugure l'usine de traitement de gaz de Cola, dans le cadre de la mise aux normes environnementales du FHVL, par une augmentation du captage des émissions de gaz (à 95%).

## Gouvernance
En 2020, l'ENAMI est gouverné par :
- Juan Carlos Jobet Eluchans (PDG, ministre des mines, en place depuis le 18 de décembre 2020)[1], assisté de 9 directeurs :
- Ricardo Irarrázabal Sánchez (nommé le 16 août 2019)[1]
- Andrés Pérez Morales (représentant du Ministro de Hacienda, depuis le 21 janvier 2020[1]
- Patricio Céspedes Guzmán, représentant la Sociedad Nacional de Minería, depuis le 24 mars 2010[1]
- Karin Jurgensen Elbo, désignée par le président de la république chilienne le 25 mai 2018 [1]
- Jorge Riesco Valdivieso, représentant la Sociedad Nacional de Minería, depuis le 22 de avril 2015[1] * Juanita Galaz Palma, désignée par le président de la république chilienne, le 25 mai 2018[1]
- Krugger Montalbán Aguirre désigné par l'Instituto de Ingenieros de Minas le 12 mars 2020[1]
- Francisco Orrego Bauzá désigné par le président de la république chilienne, le 25 mai 2018[1]
- Juan Correa Amunátegui, représentant le CORFO, désigné le 23 mai 2018[1]

Robert Mayne-Nicholls Sécul est vice président exécutif